# Ogólne wprowadzenie do mszału rzymskiego
Ogólne wprowadzenie do mszału rzymskiego – dokument zawierający zbiór podstawowych norm regulujących sposoby odprawiania mszy w zwyczajnej formie rytu rzymskiego w Kościele katolickim. Przedstawia zarówno zarys liturgii, jak i zasady dotyczące przygotowywania wnętrza kościoła oraz strojów liturgicznych.
Dekretem prymasa Polski z 12 grudnia 2003 przekazano do druku przekład polski nowego Ogólnego wprowadzenia do mszału rzymskiego. Przekład ten, przyjęty przez Konferencję Episkopatu Polski, został potwierdzony przez Kongregację ds. Kultu Bożego i Dyscypliny Sakramentów dekretem z dnia 6 listopada 2003. Przepisy zawarte w tym wprowadzeniu weszły w życie w Polsce od Popielca 25 lutego 2004.
Struktura dokumentu:
1. Znaczenie i godność sprawowania Eucharystii
2. Struktura mszy oraz jej elementy i części
3. Funkcje i posługi we mszy
4. Różne formy sprawowania mszy
5. Urządzenie i wystrój kościoła do sprawowania Eucharystii
6. Rzeczy potrzebne do sprawowania mszy
7. Wybór mszy i jej części
8. Msze i modlitwy okolicznościowe oraz msze za zmarłych
9. Adaptacje zależne od kompetencji biskupów oraz konferencji Episkopatu